# Mycalesis mercea
Mycalesis mercea är en fjärilsart som beskrevs av Evans. Mycalesis mercea ingår i släktet Mycalesis och familjen praktfjärilar. Inga underarter finns listade i Catalogue of Life.